# フループ
フループ（Fruupp）は、北アイルランドのベルファストで結成された1970年代に活躍したプログレッシブ・ロックのバンドだが、グレートブリテンでファンを獲得していた。学生たちに支持され、ジェネシス、クイーン、キング・クリムゾンなどのバンドの前座を担当したことで知られている。

## 来歴
1971年初頭、ギタリストのヴィンセント・マッカースカーによってベルファストで結成。他のメンバーは、主にクラシックを学んできたピーター・ファレリー（ベースとリード・ボーカル）、スティーヴン・ヒューストン（キーボードとオーボエ）、マーティン・フォイ（ドラムとパーカッション）。活動開始から2年後、彼らはデモテープを作成し、アンダーグラウンド音楽とプログレッシブ・ロックのレーベル「ドーン・レコード」で作品を発表するために「パイ・レコード」と署名した。1973年から1975年の間に、グループは4枚のスタジオ・アルバムと3枚のシングルをリリースした。イギリスとヨーロッパ本土で数百のコンサートで演奏し、イングランドやアイルランドでのライブを観客席から録音した音源が存在していたにもかかわらず、ライブ・アルバムは発表されなかった。1975年12月6日にアイルズベリーにあるクラブ「Friars」にて行われたコンサートは、ライブ・アルバム『Live at Friars Aylesbury』のために録音されたが、ロンドンのペッカムで共有されたミュージシャンのフラットでマスターテープが完全に破壊されてしまった。
1975年1月、スティーヴン・ヒューストンはバンドを脱退し、キリスト教の牧師となった。 替わりにジョン・メイソンが加入したフループは、キング・クリムゾンやフォリナーの創設メンバーとして知られるマルチ奏者イアン・マクドナルドのプロデュースで最後のアルバム『当世仮面舞踏会』（1975年）を録音した。 バンドは1976年、5枚目のアルバム『Doctor Wilde's Twilight Adventure』に取り組んでいたが、パンク／ニュー・ウェイヴの台頭とともに売り上げを落としていき、その年の終わりに解散した。

## ディスコグラフィ

### スタジオ・アルバム
- 『知られざる伝説』 - Future Legends (1973年)
- 『七不思議』 - Seven Secrets (1974年)
- 『天の瞳を持つ王子 - 虹の果ての黄金伝説』 - The Prince of Heaven's Eyes (1974年) ※旧邦題『太陽の王子』
- 『当世仮面舞踏会』 - Modern Masquerades (1975年)

### ライブ・アルバム
- Live - Masquerading With Dawn (2022年) ※1975年12月6日ライブ録音

### コンピレーション・アルバム
- Songs for a Thought (1992年)
- It's All Up Now: Anthology (2004年)
- 『ワイズ・アズ・ウィズダム : ドーン・アルバムズ 1973-1975』 - Wise As Wisdom: The Dawn Albums 1973 - 1975 (2019年) ※4枚組全スタジオ・アルバム収録ボックスセット
- 『メイド・イン・アイルランド : ベスト・オブ・フループ』 - Maid in Ireland - The Best of Fruupp (2020年)

### シングル
- "The Prince of Darkness" (1974年)
- "Prince of Heaven" (1974年)
- "Janet Planet" (1975年)